# (32984) 1996 XX
(32984) 1996 XX est un astéroïde de la ceinture principale d'astéroïdes découvert en 1996.

## Description
(32984) 1996 XX a été découvert le 1er décembre 1996 à Chichibu, dans la préfecture de Saitama, au Japon, par Naoto Satō.

### Caractéristiques orbitales
L'orbite de cet astéroïde est caractérisée par un demi-grand axe de 2,65 ua, un périhélie de 2,33 ua, une excentricité de 0,12 et une inclinaison de 15,60° par rapport à l'écliptique. Du fait de ces caractéristiques, à savoir un demi-grand axe compris entre 2 et 3,2 ua et un périhélie supérieur à 1,666 ua, il est classé, selon la JPL Small-Body Database, comme objet de la ceinture principale d'astéroïdes.

### Caractéristiques physiques
(32984) 1996 XX a une magnitude absolue (H) de 14,6 et un albédo estimé à 0,232.